# Vélizy-Villacoublay
Vélizy-Villacoublay je jugozahodno predmestje Pariza in občina v osrednjem francoskem departmaju Yvelines regije Île-de-France. Leta 1999 je naselje imelo 20.342 prebivalcev.

## Geografija
Kraj leži v osrednji Franciji 3 km vzhodno od Versaillesa in 14 km od središča Pariza.

## Administracija
Vélizy-Villacoublay je sedež istoimenskega kantona, vključenega v okrožje Versailles.

## Zgodovina
Ime kraja izhaja iz latinske besede villa in galorimskega patronima Escoblenus. Prvotni Vélizy je dobil sedanje ime leta 1937.
Sedanja občina je oblikovana na ozemlju nekdanjih gospostev Vélizy, Villacoublay in Ursine, omenjenih v 11. stoletju.
Letališče Vélizy-Villacoublay je bilo ustanovljeno leta 1910; na njem se danes nahaja zračna baza 107 Villacoublay francoskih letalskih sil.

## Znamenitosti
- cerkev sv. Denisa,
- cerkev sv. Janeza Krstnika,
- Kulturni center l'Onde.

## Pobratena mesta
- Dietzenbach (Nemčija),
- Harlow (Združeno kraljestvo).